# British Empire and Commonwealth Games 1966/Leichtathletik
Bei den British Empire and Commonwealth Games 1966 in Kingston wurden in der Leichtathletik zwischen dem 5. und 13. August insgesamt 34 Wettbewerbe veranstaltet, davon 23 für Männer und elf für Frauen. Austragungsort war der Independence Park.
Zum letzten Mal wurde für Längen und Weiten das angloamerikanische Maßsystem verwendet.

## Männer

### 100-Yards-Lauf
| Platz | Athlet          | Land | Zeit (s) |
| ----- | --------------- | ---- | -------- |
| 1     | Harry Jerome    | CAN  | 9,41     |
| 2     | Tom Robinson    | BAH  | 9,44     |
| 3     | Edwin Roberts   | TRI  | 9,52     |
| 4     | David Ejoke     | NGR  | 9,52     |
| 5     | Gary Eddy       | AUS  | 9,52     |
| 6     | Stanley Allotey | GHA  | 9,53     |
| 7     | Barrie Kelly    | ENG  | 9,66     |
| 8     | Ebenezer Addy   | GHA  | 9,74     |

Finale: 6. August
Wind: -0,8 m/s

### 220-Yards-Lauf
| Platz | Athlet                   | Land | Zeit (s) |
| ----- | ------------------------ | ---- | -------- |
| 1     | Stanley Allotey          | GHA  | 20,65    |
| 2     | Edwin Roberts            | TRI  | 20,93    |
| 3     | David Ejoke              | NGR  | 20,95    |
| 4     | Gary Eddy                | AUS  | 21,05    |
| 5     | Don Domansky             | CAN  | 21,13    |
| 6     | Gary Holdsworth          | AUS  | 21,40    |
| 7     | Harry Jerome             | CAN  | 21,41    |
| 8     | Manikavasagam Jegathesan | MAS  | 21,53    |

Finale: 11. August
Wind: 1,0 m/s

### 440-Yards-Lauf
| Platz | Athlet               | Land | Zeit (s) |
| ----- | -------------------- | ---- | -------- |
| 1     | Wendell Mottley      | TRI  | 45,08    |
| 2     | Kent Bernard         | TRI  | 46,06    |
| 3     | Don Domansky         | CAN  | 46,42    |
| 4     | Daniel Rudisha       | KEN  | 46,45    |
| 5     | Bill Crothers        | CAN  | 46,90    |
| 6     | Martin Winbolt-Lewis | ENG  | 47,02    |
| 7     | John Adey            | ENG  | 47,09    |
| 8     | Noel Clough          | AUS  | 47,53    |

Finale: 11. August

### 880-Yards-Lauf
| Platz | Athlet          | Land | Zeit (min) |
| ----- | --------------- | ---- | ---------- |
| 1     | Noel Clough     | AUS  | 1:46,9     |
| 2     | Wilson Kiprugut | KEN  | 1:47,2     |
| 3     | George Kerr     | JAM  | 1:47,2     |
| 4     | Bill Crothers   | CAN  | 1:47,3     |
| 5     | Chris Carter    | ENG  | 1:48,1     |
| 6     | Ralph Doubell   | AUS  | 1:48,3     |
| 7     | Peter Francis   | KEN  | 1:48,3     |
| 8     | Lennox Yearwood | TRI  | 1:57,5     |

Finale: 8. August

### Meilenlauf
| Platz | Athlet           | Land | Zeit (min) |
| ----- | ---------------- | ---- | ---------- |
| 1     | Kipchoge Keino   | KEN  | 3:55,34    |
| 2     | Alan Simpson     | ENG  | 3:57,27    |
| 3     | Ian Studd        | NZL  | 3:58,61    |
| 4     | Walter Wilkinson | ENG  | 3:59,37    |
| 5     | Derek Graham     | NIR  | 3:59,40    |
| 6     | Keith Wheeler    | AUS  | 3:59,81    |
| 7     | Ergas Leps       | CAN  | 4:01,08    |
| 8     | Kerry O’Brien    | AUS  | 4:02,72    |

Finale: 13. August

### Drei-Meilen-Lauf
| Platz | Athlet         | Land | Zeit (min) |
| ----- | -------------- | ---- | ---------- |
| 1     | Kipchoge Keino | KEN  | 12:57,4    |
| 2     | Ron Clarke     | AUS  | 12:59,2    |
| 3     | Allan Rushmer  | ENG  | 13:08,6    |
| 4     | Naftali Temu   | KEN  | 13:10,4    |
| 5     | Ian McCafferty | SCO  | 13:12,2    |
| 6     | Dick Taylor    | ENG  | 13:12,4    |
| 7     | Bill Wilkinson | ENG  | 13:15,4    |
| 8     | Derek Graham   | NIR  | 13:17,8    |

8. August

### Sechs-Meilen-Lauf
| Platz | Athlet        | Land | Zeit (min) |
| ----- | ------------- | ---- | ---------- |
| 1     | Naftali Temu  | KEN  | 27:14,21   |
| 2     | Ron Clarke    | AUS  | 27:39,42   |
| 3     | Jim Alder     | SCO  | 28:15,4    |
| 4     | Pascal Mfyomi | TAN  | 28:38,0    |
| 5     | Ron Hill      | ENG  | 28:42,6    |
| 6     | Dave Ellis    | CAN  | 28:55,4    |
| 7     | Fergus Murray | SCO  | 29:40,0    |
| 8     | Andy Boychuk  | CAN  | 29:54,0    |

6. August

### Marathon
| Platz | Athlet              | Land | Zeit (h) |
| ----- | ------------------- | ---- | -------- |
| 1     | Jim Alder           | SCO  | 2:22:08  |
| 2     | Bill Adcocks        | ENG  | 2:22:13  |
| 3     | Mike Ryan           | NZL  | 2:27:59  |
| 4     | Dave Ellis          | CAN  | 2:31:47  |
| 5     | Jeff Julian         | NZL  | 2:32:46  |
| 6     | Ron Wallingford     | CAN  | 2:35:13  |
| 7     | Chrisantus Nyakwayo | KEN  | 2:45:00  |
| 8     | Stan Vennard        | NIR  | 2:46:59  |

11. August

### 20-Meilen-Gehen
| Platz | Athlet         | Land | Zeit (h) |
| ----- | -------------- | ---- | -------- |
| 1     | Ron Wallwork   | ENG  | 2:44:43  |
| 2     | Ray Middleton  | ENG  | 2:45:19  |
| 3     | Norman Read    | NZL  | 2:46:29  |
| 4     | Don Thompson   | ENG  | 2:46:43  |
| 5     | Alex Oakley    | CAN  | 2:54:26  |
| 6     | Felix Cappella | CAN  | 2:57:22  |
| 7     | Philip Bannan  | IOM  | 3:06:12  |
| 8     | Albert Johnson | IOM  | 3:08:06  |

6. August

### 120-Yards-Hürdenlauf
| Platz | Athlet                   | Land | Zeit (s) |
| ----- | ------------------------ | ---- | -------- |
| 1     | David Hemery             | ENG  | 14,1     |
| 2     | Mike Parker              | ENG  | 14,2     |
| 3     | Ghulam Raziq             | PAK  | 14,3     |
| 4     | Ray Harvey               | JAM  | 14,3     |
| 5     | Laurie Taitt             | ENG  | 14,3     |
| 6     | Folu Erinle              | NGR  | 14,5     |
| 7     | Gurbachan Singh Randhawa | IND  | 14,6     |
| 8     | Dave Prince              | AUS  | 14,6     |

Finale: 11. August
Wind: 0,0 m/s

### 440-Yards-Hürdenlauf
| Platz | Athlet             | Land | Zeit (s) |
| ----- | ------------------ | ---- | -------- |
| 1     | Ken Roche          | AUS  | 50,95    |
| 2     | Kingsley Agbabokha | NGR  | 51,46    |
| 3     | Peter Warden       | ENG  | 51,54    |
| 4     | Robin Woodland     | ENG  | 51,86    |
| 5     | Gary Knoke         | AUS  | 51,94    |
| 6     | Bill Gairdner      | CAN  | 52,14    |
| 7     | Roger Johnson      | NZL  | 55,87    |
|       | John Sherwood      | ENG  | DNS      |

Finale: 8. August

### 3000-Meter-Hindernislauf
| Platz | Athlet           | Land | Zeit (min) |
| ----- | ---------------- | ---- | ---------- |
| 1     | Peter Welsh      | NZL  | 8:29,44    |
| 2     | Kerry O’Brien    | AUS  | 8:32,58    |
| 3     | Benjamin Kogo    | KEN  | 8:32,81    |
| 4     | Maurice Herriott | ENG  | 8:33,19    |
| 5     | Ian Blackwood    | AUS  | 8:41,30    |
| 6     | Ernie Pomfret    | ENG  | 8:41,32    |
| 7     | John Linaker     | SCO  | 8:41,38    |
| 8     | Naftali Chirchir | KEN  | 8:47,4     |

6. August

### 4-mal-110-Yards-Staffel
| Platz | Land                | Athleten                                                   | Zeit (s) |
| ----- | ------------------- | ---------------------------------------------------------- | -------- |
| 1     | Ghana               | Ebenezer Addy Bonner Mends James Addy Stanley Allotey      | 39,8     |
| 2     | Jamaika             | Wellesley Clayton Pablo McNeil Lynn Headley Michael Fray   | 40,0     |
| 3     | Australien          | Gary Eddy Allen Crawley Gary Holdsworth Peter Norman       | 40,0     |
| 4     | Wales               | Terry Davies Lynn Davies Keri Jones Ronald Jones           | 40,2     |
| 5     | Kanada              | Ed Hearne Terry Tomlinson Don Domansky Harry Jerome        | 40,4     |
| 6     | Nigeria             | Omubo Peters Folu Erinle Sydney Asiodu David Ejoke         | 40,4     |
| 7     | England             | David Jones Dave Dear Melvyn Cheskin Barrie Kelly          | 40,9     |
| 8     | Trinidad und Tobago | Winston Short Cipriani Phillip Henry Noel Clifton Bertrand | 41,3     |

### 4-mal-440-Yards-Staffel
| Platz | Land                | Athleten                                                              | Zeit (min) |
| ----- | ------------------- | --------------------------------------------------------------------- | ---------- |
| 1     | Trinidad und Tobago | Lennox Yearwood Kent Bernard Edwin Roberts Wendell Mottley            | 3:02,8     |
| 2     | Kanada              | Ross MacKenzie Brian MacLaren Don Domansky Bill Crothers              | 3:04,9     |
| 3     | England             | Martin Winbolt-Lewis John Adey Peter Warden Tim Graham                | 3:06,5     |
| 4     | Jamaika             | Clifton Forbes Laurie Khan George Kerr Rupert Hoilette                | 3:06,8     |
| 5     | Australien          | Peter Norman Gary Knoke Noel Clough Ken Roche                         | 3:12,2     |
| 6     | Nigeria             | Benedict Majekodunmi Kingsley Agbabokha Paulinus Nwaokoro David Ejoke | 3:12,4     |
| 7     | Barbados            | Bertram Catwell Ezra Burnham Charles Harewood Keith Forde             | 3:12,9     |
| 8     | Uganda              | Amos Omolo Asuman Bawala Nkedi George Odeke Francis Hategakimana      | 3:13,6     |

### Hochsprung
| Platz | Athlet               | Land | Höhe (m) |
| ----- | -------------------- | ---- | -------- |
| 1     | Lawrie Peckham       | AUS  | 2,08     |
| 2     | Samuel Igun          | NGR  | 2,03     |
| 3     | Anton Norris         | BAR  | 2,00     |
| 4     | Crawford Fairbrother | SCO  | 1,98     |
| 5     | Fela Shobande        | NGR  | 1,95     |
| 6     | Trevor Tennant       | JAM  | 1,93     |
| 7     | Bhim Singh           | IND  | 1,88     |
| 8     | Patrick Rahming      | BAH  | 1,83     |
| 8     | Ivor Bird            | ANT  | 1,83     |

6. August

### Stabhochsprung
| Platz | Athlet         | Land | Höhe (m) |
| ----- | -------------- | ---- | -------- |
| 1     | Trevor Bickle  | AUS  | 4,80     |
| 2     | Mike Bull      | NIR  | 4,72     |
| 3     | Gerry Moro     | CAN  | 4,65     |
| 4     | Dave Stevenson | SCO  | 4,65     |
| 5     | Bob Yard       | CAN  | 4,57     |
| 6     | Trevor Burton  | ENG  | 4,11     |
| 7     | Norrie Foster  | SCO  | 4,11     |
| 8     | Augustine Soga | GHA  | 3,81     |

13. August

### Weitsprung
| Platz | Athlet            | Land | Weite (m) |
| ----- | ----------------- | ---- | --------- |
| 1     | Lynn Davies       | WAL  | 7,99      |
| 2     | John Morbey       | BER  | 7,89      |
| 3     | Wellesley Clayton | JAM  | 7,83      |
| 4     | Allen Crawley     | AUS  | 7,79      |
| 5     | Victor Brooks     | JAM  | 7,65      |
| 6     | Phil May          | AUS  | 7,50      |
| 7     | Dave Norris       | NZL  | 7,47      |
| 8     | Julius Sang       | KEN  | 7,41      |

8. August

### Dreisprung
| Platz | Athlet          | Land | Weite (m) |
| ----- | --------------- | ---- | --------- |
| 1     | Samuel Igun     | NGR  | 16,40 w   |
| 2     | George Ogan     | NGR  | 16,08     |
| 3     | Fred Alsop      | ENG  | 15,96     |
| 4     | Tim Barrett     | BAH  | 15,73     |
| 5     | Dave Norris     | NZL  | 15,53     |
| 6     | Mahoney Samuels | JAM  | 15,47     |
| 7     | Lennox Burgher  | JAM  | 15,19     |
| 8     | Victor Brooks   | JAM  | 15,05     |

11. August

### Kugelstoßen
| Platz | Athlet            | Land | Weite (m) |
| ----- | ----------------- | ---- | --------- |
| 1     | Dave Steen        | CAN  | 18,79     |
| 2     | Les Mills         | NZL  | 18,37     |
| 3     | George Puce       | CAN  | 17,14     |
| 4     | Mike Lindsay      | SCO  | 17,03     |
| 5     | Bob Hargreaves    | NZL  | 16,43     |
| 6     | Robin Tait        | NZL  | 16,39     |
| 7     | Roy Hollingsworth | TRI  | 15,23     |
| 8     | Bill Tancred      | ENG  | 14,93     |

11. August

### Diskuswurf
| Platz | Athlet            | Land | Weite (m) |
| ----- | ----------------- | ---- | --------- |
| 1     | Les Mills         | NZL  | 56,19     |
| 2     | George Puce       | CAN  | 55,94     |
| 3     | Robin Tait        | NZL  | 55,02     |
| 4     | Dave Steen        | CAN  | 54,24     |
| 5     | Roy Hollingsworth | TRI  | 53,93     |
| 6     | Mike Lindsay      | SCO  | 50,32     |
| 7     | Ain Roost         | CAN  | 49,72     |
| 8     | Praveen Kumar     | IND  | 48,98     |

8. August

### Hammerwurf
| Platz | Athlet          | Land | Weite (m) |
| ----- | --------------- | ---- | --------- |
| 1     | Howard Payne    | ENG  | 61,98     |
| 2     | Praveen Kumar   | IND  | 60,13     |
| 3     | Muhammad Iqbal  | PAK  | 59,57     |
| 4     | Dick Leffler    | AUS  | 58,05     |
| 5     | Lawrie Bryce    | SCO  | 57,74     |
| 6     | Peter Seddon    | ENG  | 57,49     |
| 7     | Anthony Kipruto | KEN  | 46,72     |

13. August

### Speerwurf
| Platz | Athlet               | Land | Weite (m) |
| ----- | -------------------- | ---- | --------- |
| 1     | John FitzSimons      | ENG  | 79,79     |
| 2     | Nick Birks           | AUS  | 76,16     |
| 3     | Muhammad Nawaz       | PAK  | 69,93     |
| 4     | Nashatar Singh Sidhu | MAS  | 69,35     |
| 5     | Ain Roost            | CAN  | 66,63     |
| 6     | Dave Travis          | ENG  | 65,64     |
| 7     | Zenon Andrusyshyn    | CAN  | 64,19     |
| 8     | Wilson Kiptalam      | KEN  | 60,69     |

6. August

### Zehnkampf
| Platz | Athlet           | Land | Punkte |
| ----- | ---------------- | ---- | ------ |
| 1     | Roy Williams     | NZL  | 7270   |
| 2     | Clive Longe      | WAL  | 7123   |
| 3     | Gerry Moro       | CAN  | 6983   |
| 4     | Norrie Foster    | SCO  | 6728   |
| 5     | Derek Clarke     | ENG  | 6691   |
| 6     | Keswick Smalling | JAM  | 6513   |
| 7     | Koech Kiprop     | KEN  | 6399   |
| 8     | Trevor Bickle    | AUS  | 6007   |

6. August

## Frauen

### 100-Yards-Lauf
| Platz | Athletin         | Land | Zeit (s) |
| ----- | ---------------- | ---- | -------- |
| 1     | Dianne Burge     | AUS  | 10,6     |
| 2     | Irene Piotrowski | CAN  | 10,8     |
| 3     | Jill Hall        | ENG  | 10,8     |
| 4     | Jennifer Lamy    | AUS  | 10,8     |
| 5     | Joyce Bennett    | AUS  | 10,8     |
| 6     | Vilma Charlton   | JAM  | 10,9     |
| 7     | Adlin Mair       | JAM  | 10,9     |
| 8     | Daphne Slater    | ENG  | 11,0     |

Finale: 8. August
Wind: 0,0 m/s

### 220-Yards-Lauf
| Platz | Athletin         | Land | Zeit (s) |
| ----- | ---------------- | ---- | -------- |
| 1     | Dianne Burge     | AUS  | 23,73    |
| 2     | Jennifer Lamy    | AUS  | 23,86    |
| 3     | Irene Piotrowski | CAN  | 23,92    |
| 4     | Judy Pollock     | AUS  | 24,14    |
| 5     | Joyce Bennett    | AUS  | 24,16    |
| 6     | Una Morris       | JAM  | 24,40    |
| 7     | Vilma Charlton   | JAM  | 24,41    |
| 8     | Janet Simpson    | ENG  | 24,64    |

Finale: 11. August
Wind: 0,0 m/s

### 440-Yards-Lauf
| Platz | Athletin          | Land | Zeit (s) |
| ----- | ----------------- | ---- | -------- |
| 1     | Judy Pollock      | AUS  | 53,0     |
| 2     | Deirdre Watkinson | ENG  | 54,1     |
| 3     | Una Morris        | JAM  | 54,2     |
| 4     | Rosemary Stirling | SCO  | 54,4     |
| 5     | Lillian Board     | ENG  | 54,7     |
| 6     | Cecelia Carter    | CAN  | 55,0     |
| 7     | Jan Maddin        | CAN  | 55,3     |
| 8     | Gloria Dourass    | WAL  | 55,5     |

Finale: 8. August

### 880-Yards-Lauf
| Platz | Athletin          | Land | Zeit (min) |
| ----- | ----------------- | ---- | ---------- |
| 1     | Abby Hoffman      | CAN  | 2:04,3     |
| 2     | Judy Pollock      | AUS  | 2:04,5     |
| 3     | Anne Smith        | ENG  | 2:05,0     |
| 4     | Rosemary Stirling | SCO  | 2:05,4     |
| 5     | Pat Lowe          | ENG  | 2:05,8     |
| 6     | Marise Stephen    | NZL  | 2:05,9     |
| 7     | Pam Piercy        | ENG  | 2:06,3     |
| 8     | Cecelia Carter    | CAN  | 2:13,1     |

Finale: 13. August

### 80-Meter-Hürdenlauf
| Platz | Athletin        | Land | Zeit (s) |
| ----- | --------------- | ---- | -------- |
| 1     | Pam Kilborn     | AUS  | 10,9     |
| 2     | Carmen Smith    | JAM  | 11,0     |
| 3     | Jenny Wingerson | CAN  | 11,0     |
| 4     | Cathy Chapman   | CAN  | 11,1     |
| 5     | Pat Pryce       | ENG  | 11,1     |
| 6     | Ann Wilson      | ENG  | 11,2     |
| 7     | Brenda Matthews | NZL  | 11,3     |
| 8     | Violet Odogwu   | NGR  | 11,5     |

Finale: 13. August
Wind: 0,0 m/s

### 4-mal-110-Yards-Staffel
| Platz | Land                | Athletinnen                                                      | Zeit (s) |
| ----- | ------------------- | ---------------------------------------------------------------- | -------- |
| 1     | Australien          | Jennifer Lamy Pam Kilborn Joyce Bennett Dianne Burge             | 45,3     |
| 2     | England             | Maureen Tranter Janet Simpson Daphne Slater Jill Hall            | 45,6     |
| 3     | Jamaika             | Adlin Mair Una Morris Vilma Charlton Carmen Smith                | 45,6     |
| 4     | Kanada              | Valerie Parker Marjorie Turner Jan Maddin Irene Piotrowski       | 45,9     |
| 5     | Wales               | Liz Parsons Gloria Dourass Liz Gill Thelwyn Bateman              | 46,2     |
| 6     | Trinidad und Tobago | Sybil Donmartin Jocelyn Haynes Octavia Straker Sigrid Sandiford  | 47,4     |
| 7     | Nigeria             | Jumoke Bodunrin Regina Okafor Mairo Jinadu Oyeronke Akindele     | 47,9     |
| 8     | Sierra Leone        | Millicent Jackson Teresa Johnson Olive Palmer-Davies Marie Sesay | 49,3     |

### Hochsprung
| Platz | Athletin        | Land | Höhe (m) |
| ----- | --------------- | ---- | -------- |
| 1     | Michele Brown   | AUS  | 1,73     |
| 2     | Dorothy Shirley | ENG  | 1,70     |
| 3     | Robyn Woodhouse | AUS  | 1,70     |
| 4     | Susan Nigh      | CAN  | 1,67     |
| 5     | Patsy Callender | BAR  | 1,67     |
| 6     | Gwenda Hurst    | ENG  | 1,65     |
| 7     | Ann Wilson      | ENG  | 1,65     |
| 8     | Mary Rand       | ENG  | 1,62     |

8. August

### Weitsprung
| Platz | Athletin        | Land | Weite (m) |
| ----- | --------------- | ---- | --------- |
| 1     | Mary Rand       | ENG  | 6,36      |
| 2     | Sheila Parkin   | ENG  | 6,30      |
| 3     | Violet Odogwu   | NGR  | 6,15      |
| 4     | Alix Jamieson   | SCO  | 6,06      |
| 5     | Helen Frith     | AUS  | 5,97      |
| 6     | Jenny Wingerson | CAN  | 5,85      |
| 7     | Pam Kilborn     | AUS  | 5,81      |
| 8     | Cathy Chapman   | CAN  | 5,77      |

13. August

### Kugelstoßen
| Platz | Athletin        | Land | Weite (m) |
| ----- | --------------- | ---- | --------- |
| 1     | Valerie Young   | NZL  | 16,50     |
| 2     | Mary Peters     | NIR  | 16,29     |
| 3     | Nancy McCredie  | CAN  | 15,34     |
| 4     | Jean Roberts    | AUS  | 14,66     |
| 5     | Diane Charteris | NZL  | 14,15     |
| 6     | Brenda Bedford  | ENG  | 13,94     |
| 7     | Carol Martin    | CAN  | 13,58     |
| 8     | Jay Dahlgren    | CAN  | 12,88     |

6. August

### Diskuswurf
| Platz | Athletin        | Land | Weite (m) |
| ----- | --------------- | ---- | --------- |
| 1     | Valerie Young   | NZL  | 49,79     |
| 2     | Jean Roberts    | AUS  | 49,21     |
| 3     | Carol Martin    | CAN  | 48,70     |
| 4     | Rosemary Payne  | SCO  | 47,68     |
| 5     | Nancy McCredie  | CAN  | 46,01     |
| 6     | Brenda Bedford  | ENG  | 44,84     |
| 7     | Jay Dahlgren    | CAN  | 41,66     |
| 8     | Diane Charteris | NZL  | 38,46     |

13. August

### Speerwurf
| Platz | Athletin          | Land | Weite (m) |
| ----- | ----------------- | ---- | --------- |
| 1     | Margaret Parker   | AUS  | 51,39     |
| 2     | Anna Bocson       | AUS  | 47,81     |
| 3     | Jay Dahlgren      | CAN  | 47,68     |
| 4     | Jean Blake        | JAM  | 45,60     |
| 5     | Christa Leipert   | CAN  | 44,46     |
| 6     | Sue Platt         | ENG  | 42,27     |
| 7     | Eileen Sutherland | JAM  | 41,13     |

11. August